# Rörmyrtjärnen (Lycksele socken, Lappland, 717582-162204)
Rörmyrtjärnen är en sjö i Lycksele kommun i Lappland och ingår i Öreälvens huvudavrinningsområde. Sjön har en area på 0,0522 kvadratkilometer och ligger 355,1 meter över havet.

## Delavrinningsområde
Rörmyrtjärnen ingår i det delavrinningsområde (717635-162073) som SMHI kallar för Utloppet av Fjunträsket. Medelhöjden är 341 meter över havet och ytan är 5,94 kvadratkilometer. Det finns inga avrinningsområden uppströms utan avrinningsområdet är högsta punkten. Vattendraget som avvattnar avrinningsområdet har biflödesordning 3, vilket innebär att vattnet flödar genom totalt 3 vattendrag innan det når havet efter 196 kilometer. Avrinningsområdet består mestadels av skog (78 procent). Avrinningsområdet har 0,5 kvadratkilometer vattenytor vilket ger det en sjöprocent på 8,5 procent.